# 梅佐科罗纳
梅佐科罗纳（義大利語：Mezzocorona），是意大利特伦托自治省的一个市镇。总面积25.42平方公里，人口5137人，人口密度202.1人/平方公里（2009年）。ISTAT代码为022116。